# John Fitzpatrick (friidrottare)
John Fitzpatrick, född 21 mars 1907, död 9 juli 1989, var en friidrottare från Kanada. Han deltog vid olympiska sommarspelen 1928.